# Udamopyga batemani
Udamopyga batemani är en tvåvingeart som beskrevs av Carroll William Dodge 1965. Udamopyga batemani ingår i släktet Udamopyga och familjen köttflugor. Inga underarter finns listade i Catalogue of Life.